# 32-es busz (Pécs)
A pécsi 32-es jelzésű autóbusz a Belvárost köti össze a mecsekoldali, a szkókói és a rókusdombi városrésszel. A vasútállomástól indul, érinti a vásárcsarnokot, a távolsági-autóbusz-állomást, a Kórház teret, majd a Mecsek-oldalon végighaladva látja el feladatát. A járat 33 perc alatt ér vissza a Főpályaudvarra.
2009. július 7-éig a járat a város főtérét keresztülszelve közlekedett. Mikor a Széchenyi téren nagyobb rendezvény volt, a járatok 32T jelzéssel terelőúton közlekedtek. Útvonala megegyezett a mostani útvonallal.

## Története
1978. szeptember 22-én indult új hurokjáratként a Kossuth térről 33A jelzéssel. 1985. november 1-jén a Kossuth téri végállomás megszűnik, eztán a járat a Főpályaudvarról indul. 1987. január 1-jétől új számozási rendszer keretén belül kapta máig is érvényes 32-es jelzését. 2009. július 7-étől az autóbuszok már nem a Széchenyi tér érintésével közlekedtek, 32T jelzéssel a Kórház tér felé kerültek. 2010. június 16-ától ez a vonal a hivatalos vonalvezetése.

## Útvonala
| Főpályaudvar → Kórház tér → Pálosok → MTA-székház → Főpályaudvar |
| --- |
| Főpályaudvar – Vasút utca – Kálvin utca – Bajcsy-Zsilinszky utca – Nagy Lajos Király útja – Szabadság utca – Rákóczi út – Klimó György utca – Aradi vértanúk útja – Hunyadi János utca – Surányi Miklós út – Angster József utca – Jurisics Miklós utca – Damjanich utca – Bartók Béla utca – Klimó György utca – Rákóczi út – Szabadság utca – Nagy Lajos Király útja – Bajcsy-Zsilinszky utca – Kálvin János utca – Vasút utca – Főpályaudvar |

## Megállóhelyei
| 32 (Főpályaudvar → Pálosok → Főpályaudvar) |                         | |                                                                            |
| Perc (↓)                                   | Megállóhely             | Megállóhelyet érintő járatok | Létesítmények                                                              |
| 0                                          | Főpályaudvar végállomás | 3, 3E, 4, 4Y, 6, 6E, 7, 7Y, 8, 13, 13E, 13Y, 14, 14Y, 15, 15A, 20, 30, 31, 32, 32Y, 33, 34, 34Y, 35, 35Y, 36, 37, 38, 38Y, 39, 40, 41, 41E, 41Y, 42, 42Y, 43, 44, 46, 47, 73, 73Y, 104, 104A, 104E, 104Y, 130, 130A, 140 · Helyközi autóbuszok · Főpályaudvar | Vasútállomás, MÁV Területi Igazgatósága, Autóbusz-állomás                  |
| 1                                          | Vásárcsarnok            | 4, 4Y, 13, 13E, 13Y, 15, 15A, 30, 31, 32, 32Y, 33, 34Y, 35Y, 44, 46, 60, 60Y, 103, 104, 104A, 104E, 104Y, 109E, 130, 130A | Vásárcsarnok, Árkád, Távolsági autóbusz-állomás                            |
| 3                                          | Zsolnay-szobor          | 2, 2A, 2E, 3, 3E, 6, 6E, 7, 7Y, 8, 13Y, 14, 14Y, 22, 23, 23Y, 24, 25, 26, 26A, 27, 27Y, 28, 28A, 28Y, 29, 30, 31, 32, 32Y, 34, 34Y, 35, 35Y, 36, 37, 38, 38Y, 39, 40, 44, 46, 47, 73, 73Y, 102, 102Y, 103, 107E, 109E, 130, 140                               | Postapalota, OTP, ÁNTSZ, Megyei Bíróság, Zsolnay-szobor                    |
| 5                                          | Kórház tér              | 2, 2A, 2E, 25, 26, 26A, 27, 27Y, 28, 28A, 28Y, 29, 30, 31, 32, 32Y, 34, 34Y, 35, 35Y, 36, 37, 44, 46, 47, 102, 102Y, 103, 107E, 109E, 130 | Megyei Kórház, Jakováli Hasszán dzsámija, Hotel Pátria                     |
| 7                                          | Barbakán                | 30, 30Y, 31, 32, 32Y, 34, 34Y, 35, 35Y, 36, 103, 130 | Pécsi székesegyház, Barbakán, Ókeresztény sírkamrák, Püspöki palota (Pécs) |
| 8                                          | Alagút                  | 30Y, 32, 32Y, 33, 34, 35 | Kálvária                                                                   |
| 10                                         | Pálosok                 | 31, 32, 32Y, 33, 34, 34Y, 35, 35Y | Pálos templom, Victor Vasarely: Jel-szobor                                 |
| 11                                         | Surányi Miklós út       | 31, 32, 32Y, 34Y, 35Y |                                                                            |
| 12                                         | Petőfi ház              | 31, 32, 32Y, 34Y, 35Y |                                                                            |
| 13                                         | Kisszkókó dűlő          | 31, 32, 32Y, 34Y, 35Y |                                                                            |
| 14                                         | Csillagvirág utca       | 31, 32, 32Y, 34Y, 35Y |                                                                            |
| 14                                         | MTA-székház             | 31, 32, 32Y, 34Y, 35Y, 36 |                                                                            |
| 15                                         | Jurisics Miklós út      | 31, 32, 32Y, 34Y, 35Y, 36 |                                                                            |
| 16                                         | Szőlőskert              | 31, 32, 32Y, 34Y, 35Y, 36 | PTE Művészeti Kar                                                          |
| 17                                         | Damjanich utca          | 31, 32, 32Y, 34Y, 35Y, 36 |                                                                            |
| 18                                         | Barbakán                | 30, 30Y, 31, 32, 32Y, 34, 34Y, 35, 35Y, 36, 103, 130 | Pécsi székesegyház, Barbakán, Ókeresztény sírkamrák, Püspöki palota (Pécs) |
| 20                                         | Kórház tér              | 2, 2A, 2E, 25, 26, 26A, 27, 27Y, 28, 28A, 28Y, 29, 30, 31, 32, 32Y, 34, 34Y, 35, 35Y, 36, 37, 44, 46, 47, 102, 102Y, 103, 107E, 109E, 130 | Megyei Kórház, Jakováli Hasszán dzsámija, Hotel Pátria                     |
| 22                                         | Zsolnay-szobor          | 2, 2A, 2E, 3, 3E, 6, 6E, 7, 7Y, 8, 13Y, 14, 14Y, 22, 23, 23Y, 24, 25, 26, 26A, 27, 27Y, 28, 28A, 28Y, 29, 30, 31, 32, 32Y, 34, 34Y, 35, 35Y, 36, 37, 38, 38Y, 39, 40, 44, 46, 47, 73, 73Y, 102, 102Y, 103, 107E, 109E, 130, 140                               | Postapalota, OTP, ÁNTSZ, Megyei Bíróság, Zsolnay-szobor                    |
| 25                                         | Vásárcsarnok            | 4, 4Y, 13, 13E, 13Y, 15, 15A, 30, 31, 32, 32Y, 33, 34Y, 35Y, 44, 46, 60, 60Y, 103, 104, 104A, 104E, 104Y, 109E, 130, 130A | Vásárcsarnok, Árkád, Távolsági autóbusz-állomás                            |
| 27                                         | Főpályaudvar végállomás | 3, 3E, 4, 4Y, 6, 6E, 7, 7Y, 8, 13, 13E, 13Y, 14, 14Y, 15, 15A, 20, 30, 31, 32, 32Y, 33, 34, 34Y, 35, 35Y, 36, 37, 38, 38Y, 39, 40, 41, 41E, 41Y, 42, 42Y, 43, 44, 46, 47, 73, 73Y, 104, 104A, 104E, 104Y, 130, 130A, 140 · Helyközi autóbuszok · Főpályaudvar | Vasútállomás, MÁV Területi Igazgatósága, Autóbusz-állomás                  |